# Neuville-sur-Escaut
 Neuville-sur-Escaut  es una comuna y población de Francia, en la región de Norte-Paso de Calais, departamento de Norte, en el distrito de Valenciennes y cantón de Bouchain.
Su población municipal en 2008 era de 2 630 habitantes. Forma parte de la aglomeración urbana de Valenciennes.
Está integrada en la Communauté d'agglomération de la Porte du Hainaut.

## Demografía
| ABS. | 434 | 471 | 531 | 666 | 627 | 780 | 806 | 894 | 940 | 994 | 1 148 | 1 271 | 1 419 | 1 343 | 1 476 | 1 448 | 1 577 | 1 595 | 1 698 | 1 785 | 1 920 | 2 331 | 2 183 | 2 228 | 2 671 | 2 975 | 3 096 | 3 287 | 3 042 | 2 995 | 2 799 | 2 630 |
| Para los censos de 1962 a 1999 la población legal corresponde a la población sin duplicidades (Fuente: INSEE [Consultar]) |     |     |     |     |     |     |     |     |     |     |       |       |       |       |       |       |       |       |       |       |       |       |       |       |       |       |       |       |       |       |       |       |